# Michał Szyba
Michał Szyba (Lublin, 18 de marzo de 1988) es un jugador de balonmano polaco que juega de lateral derecho en el Tremblay-en-France Handball. Es internacional con la selección de balonmano de Polonia.
Con la selección ganó la medalla de bronce en el Campeonato Mundial de Balonmano Masculino de 2015.
Debutó con la selección polaca en 2013.

## Palmarés

### Kadetten Schaffhausen
- Liga suiza de balonmano (1): 2017

## Clubes
- KS Azoty-Puławy (2004-2014)
- Gorenje Velenje (2014-2016)
- Kadetten Schaffhausen (2016-2018)
- Cesson-Rennes MHB (2018-2019)
- KS Azoty-Puławy (2019-2021)
- Tremblay-en-France Handball (2021- )